# Ectinohoplia tonkinensis
Ectinohoplia tonkinensis är en skalbaggsart som beskrevs av Moser 1912. Ectinohoplia tonkinensis ingår i släktet Ectinohoplia och familjen Melolonthidae. Inga underarter finns listade i Catalogue of Life.